# Onthophagus orientalis
Onthophagus orientalis là một loài bọ cánh cứng trong họ Bọ hung (Scarabaeidae).